# Albert Schlicklin
Albert Schlicklin, auch Cố Chính Linh, (* 1857 in Liebsdorf; † 1932 in Hanoi) war ein elsässischer katholischer Priester in Vietnam, der die Bibel aus dem Lateinischen ins Vietnamesische übersetzte. Seine Übersetzung (1916) bleibt heute noch die Grundlage der offiziellen katholischen Version.